# Ewerbak Odessa
Ewerbak Odessa (ukr. Міні-футбольний клуб «ЕверБак» Одеса, Mini-Futbolnyj Kłub "Ewerbak" Odesa) – ukraiński klub futsalu, mający siedzibę w mieście Odessa. W sezonie 1994/95 występował w futsalowej Pierwszej Lidze Ukrainy.

## Historia
Chronologia nazw:
- 1994: Ewerbak Odessa (ukr. «ЕверБак» Одеса)
- 1995: klub rozwiązany

Klub futsalowy Ewerbak Odessa został założony w Odessie 16 lutego 1994 roku na bazie amatorskiej drużyny "Majak Odessa", która w 1989 zajęła czwartą lokatę w pierwszych nieoficjalnych mistrzostwach ZSRR w Nowosybirsku. Zespół reprezentował firmę EwerBak (połączenie dwóch przedsiębiorstw Ewerest (ukr. Еверест) i Bakkara (ukr. Баккара). W sezonie 1994/95 klub debiutował w profesjonalnych rozgrywkach Pierwszej Ligi, zdobywając mistrzostwo i awans do Wyższej ligi. Jednak nie przystąpił do rozgrywek najwyższej klasy rozgrywek w futsalu z powodu problemów finansowych. Poszukiwanie nowego sponsora nie zakończyły się powodzeniem i klub został rozwiązany. Większość zawodników przeszła do MFK Łokomotyw Odessa.

## Barwy klubowe, strój
| Czerwony | Czarny |

Zawodnicy klubu zazwyczaj grali swoje mecze domowe w pasiastych pionowo czerwono-czarnych koszulkach, czarnych spodenkach i czerwonych getrach.

## Sukcesy

### Trofea międzynarodowe
Nie uczestniczył w rozgrywkach europejskich (stan na 31-05-2018).

### Trofea krajowe
| \| \| Zdobyte trofea w rozgrywkach Ukrainy (stan na: 31-05-2018) \| |                                                            |      |          |
| Rozgrywki                                                           | Osiągnięcie                                                | Razy | Sezon(y) |
| · Mistrzostwo                                                       | I miejsce                                                  | 0    |          |
| · Mistrzostwo                                                       | II miejsce                                                 | 0    |          |
| · Mistrzostwo                                                       | III miejsce                                                | 0    |          |
| Puchar                                                              | zdobywca                                                   | 0    |          |
| Puchar                                                              | finalista                                                  | 0    |          |
| II liga                                                             | I miejsce                                                  | 1    | 1994/95  |
| II liga                                                             | II miejsce                                                 | 0    |          |
| II liga                                                             | III miejsce                                                | 0    |          |
| Ukraina                                                             | Zdobyte trofea w rozgrywkach Ukrainy (stan na: 31-05-2018) |      |          |

## Piłkarze i trenerzy klubu

### Trenerzy
Wałerij Ionysz (1994–1995)

## Struktura klubu

### Stadion
Klub rozgrywał swoje mecze domowe w USZ Krajan w Odessie, który może pomieścić 1000 widzów. Również grał w Hali Kompleksu Sportowego SKA w Odessie. Pojemność: 500 miejsc siedzących.

### Sponsorzy
- "EwerBak"